# Annaphila vivianae
Annaphila vivianae là một loài bướm đêm trong họ Noctuidae.